# Conrad von Soest

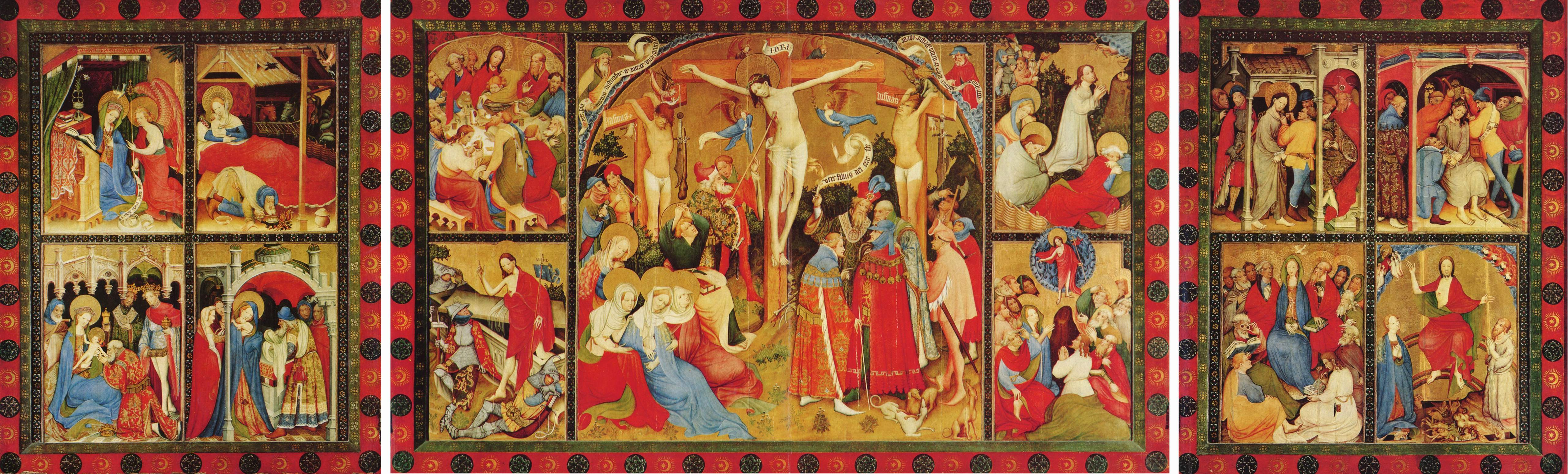
Passionsaltar (Wildungen-Altar), Gesamtansicht

Conrad von Soest, auch Konrad, in der mittelniederdeutschen Sprache seiner Heimat ursprünglich Conrad van Sost (* um 1370 in Dortmund; † nach 1422 ebenda), war ein Maler und Hauptmeister der westfälischen Tafelmalerei des sogenannten weichen Stils der Spätgotik. Dem Maler kommt eine entscheidende Rolle bei der Einführung des Internationalen Höfischen Stils um 1440 in Norddeutschland zu. Sein Werk hatte weitreichende Wirkungen auf die deutsche Malerei des 15. Jahrhunderts. Der Landschaftsverband Westfalen-Lippe vergibt seit 1952 den Konrad-von-Soest-Preis im LWL-Museum für Kunst und Kultur in Münster, seit 2023 in einem Fünf-Jahres-Zyklus, an künstlerische Persönlichkeiten „für besondere nationale und internationale Leistungen auf dem Gebiet der Bildenden Kunst“.

## Leben

### Bürger der Stadt Dortmund
Zunächst trug die Direktorin des Dortmunder Stadtarchivs, Luise von Winterfeld, 1925 die Spuren Conrads von Soest in Dortmunder Urkunden zusammen. Dabei belegte sie seine Bürgerschaft zunächst mit dem Fehlen seines Namens in den Dortmunder Neubürgerlisten und folgerte weiterhin, dass er der Sohn des Dortmunder Bürgers „Wernerus pictor de Susato“ gewesen sein müsse. Diese Argumentation gilt aus der heutigen Sicht als fehlerhaft, da diese Listen nicht vollständig waren. Als stärkeres Argument konnte Luise von Winterfeld auf die Tatsache verweisen, dass Conrad von Soest beim Ehevertrag die Dortmunder Bürgerschaft nicht habe beschwören müssen, ein Argument, das bis heute auch kritischer Bewertung standhält.

### Ehevertrag
Auf den 11. Februar 1394 ist die Morgensprache, ein Ehevertrag vor Zeugen zwischen „Conrade van Soest“ und Gertrude, Tochter des „Lambertes van Munster“, datiert. Am Tage nach dem Gedenktag der heiligen Jungfrau Scholastica verfügen die Brautleute detailliert über Erbschaft und mögliche Stiftungen.
Dabei fällt nicht nur die Höhe der Summen ins Auge, über die die Eheleute verfügen. Vor allem auch die prominenten Zeugen weisen auf die hohe soziale Stellung der Vertragsschließenden hin. Sowohl für Conrad als auch für Gertrude bürgen besonders angesehene Patrizier der Stadt. Monika Fehse interpretiert die Heirat als bedeutsame Verbindung des Dortmunder Patriziers Conrad mit Gertrude van Munster als Repräsentantin des münsterischen Stiftsadels:

„Insofern könnte die Heirat zwischen Conrad und Gertrud auch eine politische Bedeutung gehabt haben, die uns das Auftreten der - salopp formuliert - politischen Prominenz unter den Zeugen erklären würde: Wir finden unter den sechs patrizischen Zeugen mit Herrmann Klepping den zweiten Bürgermeister des noch laufenden Ratsjahres 1394 und das an dritter Stelle amtierende Ratsmitglied Detmar Klepping und mit Arnd Sudermann und Lambert Berswordt die beiden Bürgermeister des nächsten Amtsjahres, das nur ganz kurz nach der Hochzeit begann.“

### Dortmunder Maler
Nach Listen der Marienbruderschaft aus dem Jahre 1396 befand sich das Wohnhaus Conrad von Soests am Ostenhellweg im Zentrum Dortmunds. Die Liste erwähnt am Ostenhellweg zwei weitere Maler, Lambert und Hermann, vielleicht ein Hinweis auf eine gemeinsame Werkstatt. Die Liste der Nikolai-Bruderschaft führt einen „Mester Conrad, meler“ und nennt später als Wohnort, ohne weitere Angehörige aufzuführen, die Wißstraße. Auch wenn die meisten Analysen von einer Identität der beiden Personen ausgehen, ist diese nicht mit letzter Sicherheit zu belegen. Monika Fehse betont in Bezug auf die Dortmunder Bruderschaften die große soziale Breite der Mitgliedschaft im Unterschied etwa zu Köln, wo die Bruderschaften ständisch organisiert gewesen seien. Eine gehobene soziale Stellung Conrads kann aus der Mitgliedschaft in den Bruderschaften nicht abgeleitet werden.

## Werke

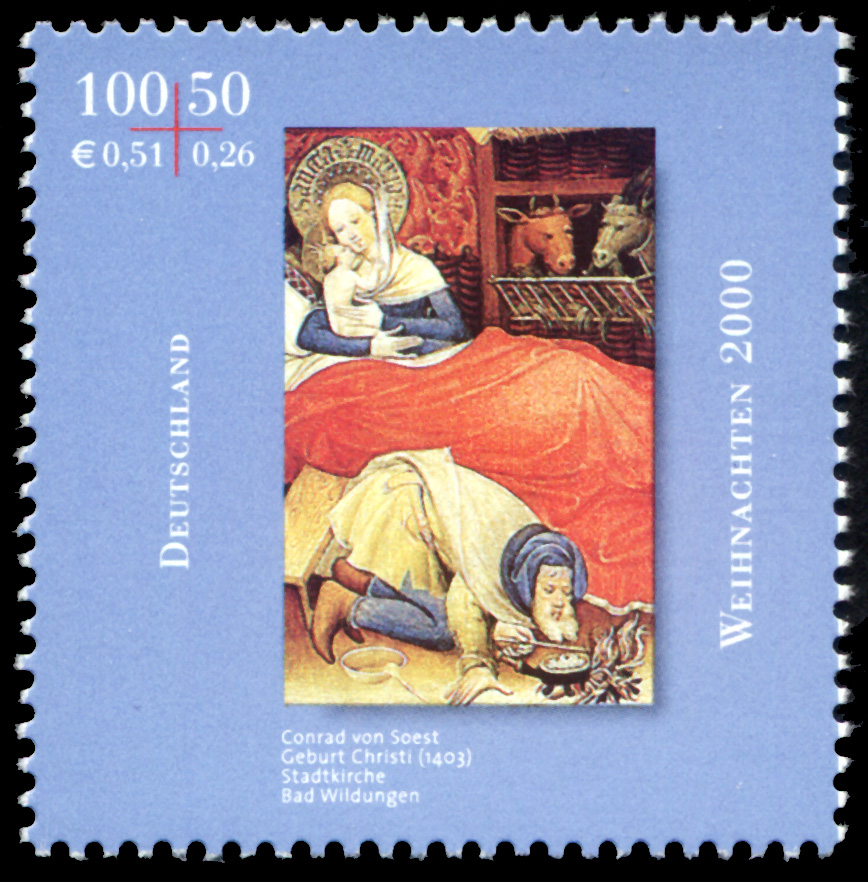
Christi Geburt; Teil des Flügelaltars in der Stadtkirche Bad Wildungen (1403): Deutsche Briefmarke aus dem Jahr 2000, Gemeinschaftsausgabe mit Spanien

Seine erhaltenen Hauptwerke scheinen stilistisch von der französischen Buchmalerei und der burgundischen Malerei seiner Zeit beeinflusst. Er rezipierte auch regionale Maler seiner Zeit, so den vor 1400 in Köln tätigen Meister des Berswordt-Retabels, der als sein Lehrer gelten kann.
- Wildunger Altar in der evangelischen Stadtkirche in Bad Wildungen, um 1403 (mit der ältesten Darstellung einer Brille nördlich der Alpen)[15]
- Tragaltar der Dortmunder Familie Berswordt mit einer Darstellung Reinolds als Ritter, 1404, Alte Pinakothek, München
- Marienaltar in der Marienkirche in Dortmund, um 1420
- Nikolaustafel für die Nikolaikapelle in Soest (zugeschrieben), Landesmuseum für Kunst und Kulturgeschichte Münster

Seit 1954 verleiht der Landschaftsverband Westfalen-Lippe den mit 12.800 Euro dotierten Konrad-von-Soest-Preis für Bildende Kunst.
Im westfälischen Soest ist ein Gymnasium nach Conrad von Soest benannt.